# الحفر المصرية
شركة الحفر المصرية أو (بالإنجليزية: EDC - Egyptian Drilling Co)‏ هي إحدى شركات قطاع البترول المصري والتي تأسست عام 1976 كشركة مساهمة مصرية بين كل من الهيئة المصرية العامة للبترول ومجموعة ايه بي مولر ميرسك الدنماركية ومنذ تأسيس الشركة، يتصرف كل من الكيانين كشركاء على قدم المساواة في الملكية .

## نشاط الشركة
تمتلك الشركة وتشغل 99 منصة حفر منها ست منصات جاك أب ومنصتين بحريتين، وباقي المنصات برية. وأصبح لدى الشركة عمليات في كل من سوريا والمملكة العربية السعودية وليبيا والجابون وقطر.

## تاريخ الشركة
- في نوفمبر 1976، بدأت الشركة عملياتها من خلال الاستحواذ على منصة حفر برية وتأمين عقد للحفر في صحراء مصر الشرقية. وكان هدف EDC في ذلك الوقت تأمين مكانة رائدة في سوق الحفر المحلية .
- في عام 1980، تم التوصل إلى نتائج حفر مذهلة عندما تعاقدت الشركة على بناء منصتي حفر على عمق 250 قدم مياه .
- في منتصف الثمانينات عندما رسخت الشركة قدمها في السوق المحلية برا وبحرا، سعت الشركة إلى إستراتيجية توسع أكثر جرأة عندما قامت بالإستحواذ على عدد من منصات الحفر البرية .
- ومع تنامي أسطول الشركة، تنبهت الشركة لاحتياجها إلى تحسين أنظمتها وأصبحت أنظمة الإدارة والسلامة والصيانة واعداد التقارير وتدريب الموظفين من أولويات الشركة .
- في عام 1991 وخلال تركيز الشركة على النمو والتوسع قررت الشركة أنه قد حان الوقت لدخول السوق الدولية، وكانت الخطوة الأولى تجاه تحقيق هذا الهدف الجديد بإنشاء عملية حفر في سوريا .

## المساهمين
ساهم في رأسمال الشركة كل من:-
- الهيئة المصرية العامة للبترول
- مجموعة ايه بي مولر ميرسك الدنماركية (اتفقت المجموعة والهيئة على التخارج وميرسك لم تعد من المساهمين، وساهم مساهمون جدد في رأسمال الشركة)[1]
- شركة فجر المصرية للغاز الطبيعي
- شركة جنوب الوادي المصرية القابضة للبترول
- الشركة المصرية القابضة للغازات الطبيعية

## رؤساء الشركة
- أسامة كامل الحسيني.
- صلاح عبد الكريم.[2]
- سمير عبادي (ديسمبر 2015 - أغسطس 2017).[3][4]
- أسامة عبد الوهاب.[5]
- أسامة الإبياري.